# Mordvilkoiella jacutensis
Mordvilkoiella jacutensis är en insektsart. Mordvilkoiella jacutensis ingår i släktet Mordvilkoiella och familjen långrörsbladlöss. Inga underarter finns listade i Catalogue of Life.